# 黃顙魚
黄颡鱼（学名：Tachysurus fulvidraco）又称黄辣丁，疯鲿。是鲶形目鲿科一种常见的底栖性淡水鱼，分布于亞洲東部水體，從西伯利亞到韓國、中國、越南、寮國都有。在中国主要分布於淮河流域，长江水系和珠江水系。在长江上游川渝、贵州俗名 黄辣丁，下游江苏、上海和浙江一带俗称 鱼（吴语音：aon sy ng，常误作 昂刺鱼、汪刺鱼），南昌称为 黄牙头，长沙称为 黄鸭叫，徐州稱 魚，广东俗称 黄骨鱼，黑龙江流域俗称 嘎牙子。韩国叫牛头鱼。
黄颡鱼多在静水或江河缓流中活动，喜底栖生活，白昼潜伏于水底，夜间则游到水上层觅食。食性较杂，主食底栖无脊椎动物。4-5 月产卵，有掘坑筑巢和保护后代的习性。幼鱼多在江湖沿岸觅食。成体最大约 750 克。通身无鳞；体呈黄色，具褐色斑块；有多根细长的胡须。头部和鳃部共有三根刺，刺上微毒，扎到手后有灼烧感。

## 寄生蟲
已知黃顙魚的腸道是吸蟲綱的闽江达氏吸虫（Dietziella minjiana Wang, 1979）及纺锤达氏吸虫（Dietziella fusiforme  Wang, 1983）兩個物種的棲息地。

## 食用
黄颡鱼是被大量养殖的食用鱼，其分布广、产量高且适应力强，肉嫩而味美，少刺多脂。广东有著名的 黄骨鱼豆腐汤 与 黄骨鱼蒸豆腐。

## 图册

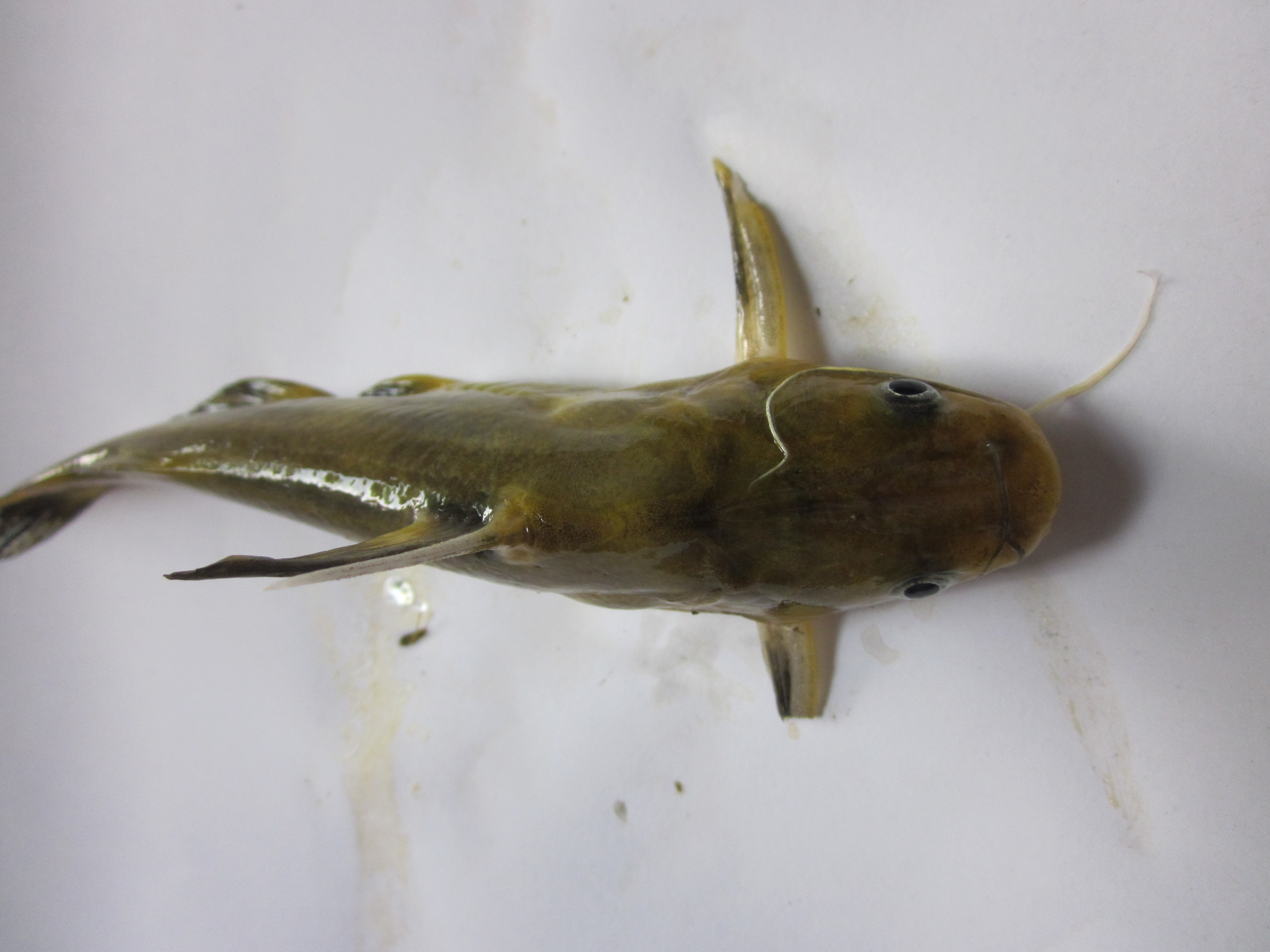
黄刺鱼
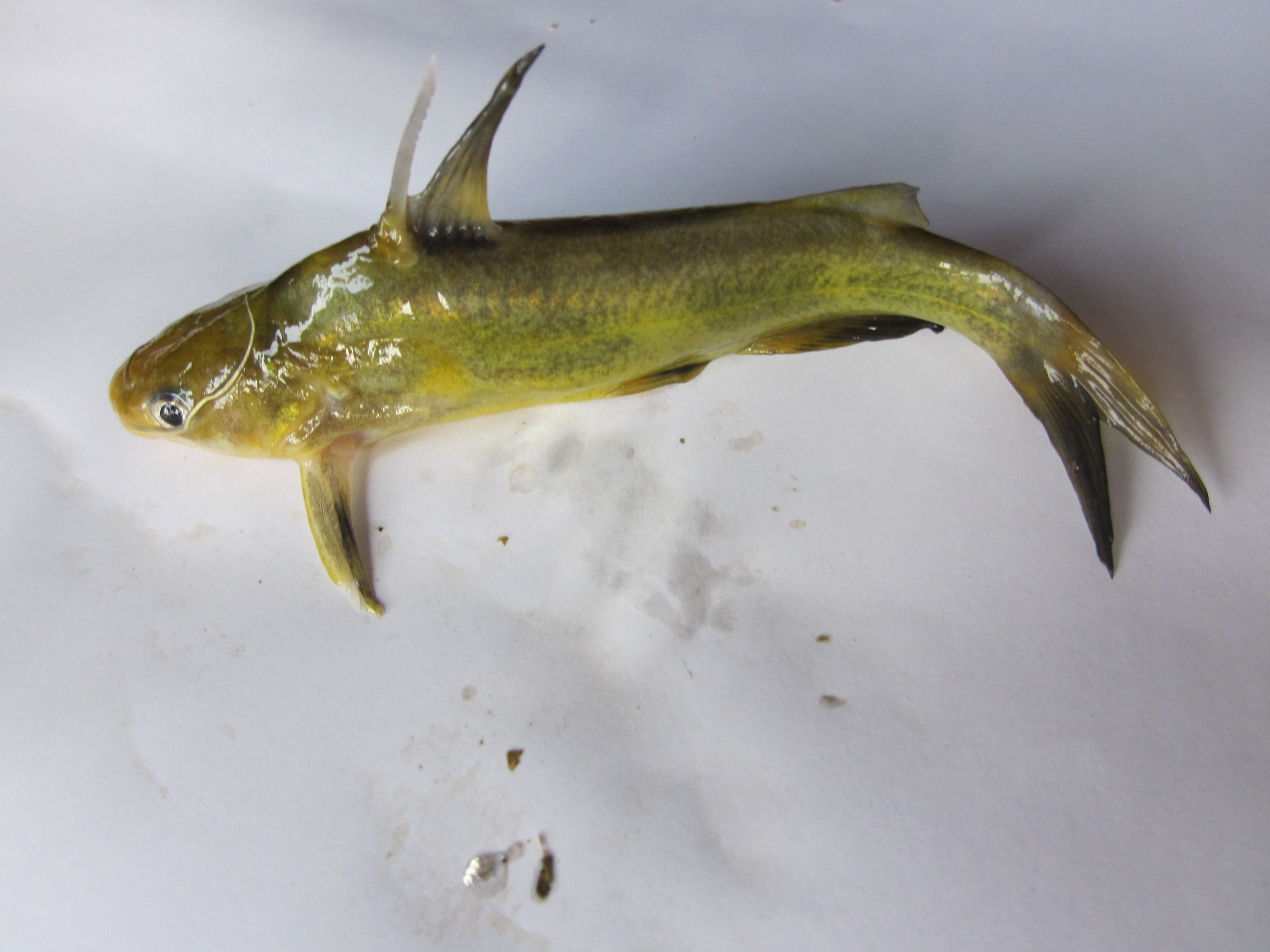
黄刺鱼
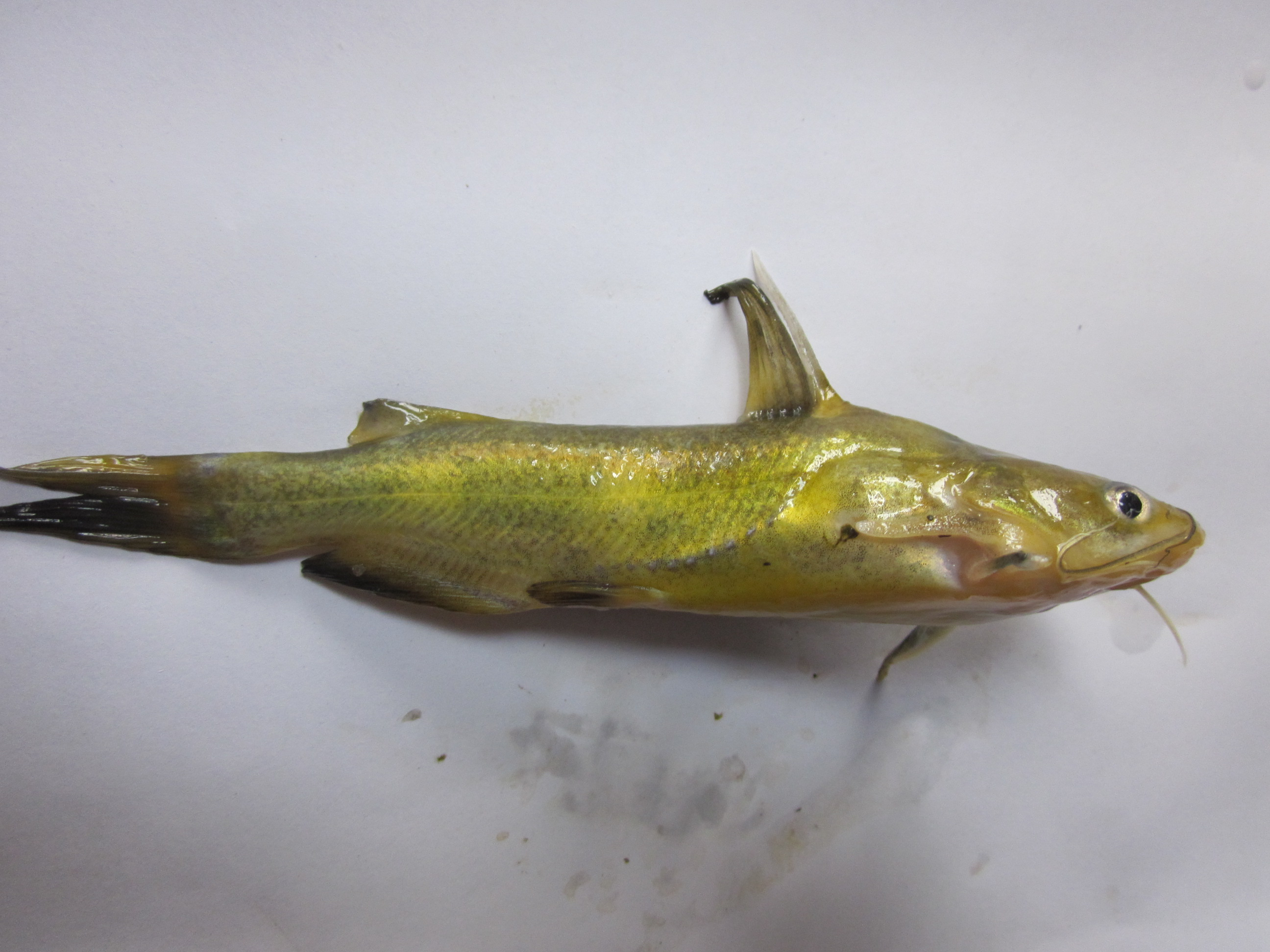
黄刺鱼
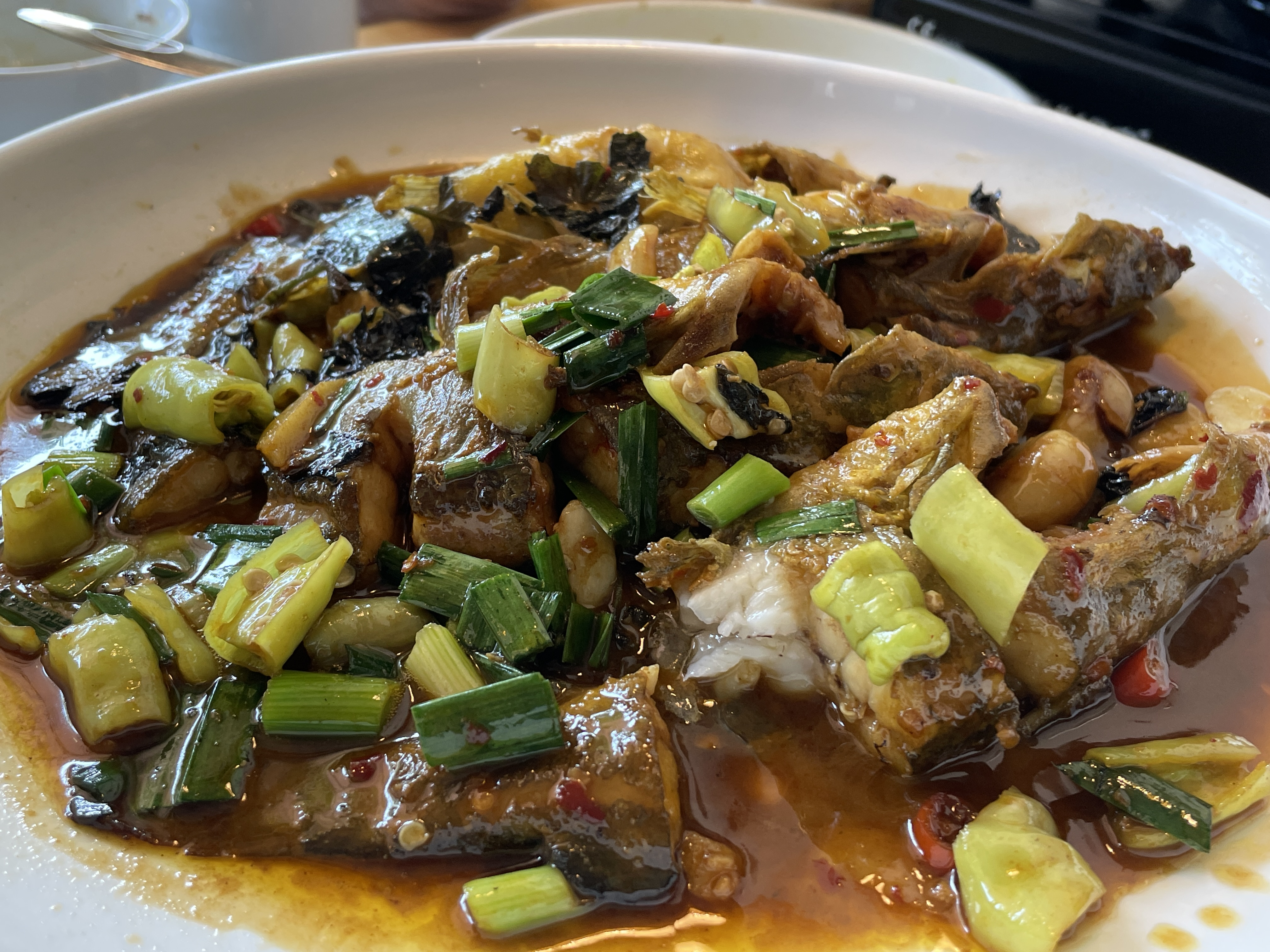
红烧黄刺鱼